# Albanske lek
Lek er den albanske møntenhed. En Lek svarer til 100 Quindars. Valutakoden er ALL.
Leken afløste i 1926 den tidligere valuta i det Osmanniske Rige, som havde været anvendt siden 1912.
- Møntstørrelser: 1, 5, 10, 20, 50 og 100 Lek (underenheden Quindars anvendes ikke).
- Seddelstørrelser: 100, 200, 500, 1000, 2000 og 5000 Lek.